# Erebia lappona
Erebia lappona är en fjärilsart som beskrevs av Carl Peter Thunberg 1791. Erebia lappona ingår i släktet Erebia och familjen praktfjärilar. Inga underarter finns listade i Catalogue of Life.